# Raymond Carver
Raymond Clevie Carver, Jr. (Clatskanie, Columbia, Oregon, Estados Unidos, 25 de mayo de 1938-Port Angeles, 2 de agosto de 1988) fue un cuentista y poeta estadounidense. Es considerado uno de los escritores más influyentes del siglo XX y de la literatura norteamericana.
Su obra se caracteriza por relatos de corte minimalista, narrados con un estilo seco y simple, sin concesiones metafóricas, en su mayoría ambientados en la región noroeste de los Estados Unidos y protagonizados por personajes de la clase trabajadora o media-baja. Carver fue uno de los mayores exponentes del movimiento literario conocido como realismo sucio.

## Biografía

### Infancia
Raymond Clevie Carver, Jr. nació en Clatskanie, Oregón y creció en Yakima, Washington. Fue hijo de Ella Beatrice y de Clevie Raymond Carver. Su madre era una camarera; mientras que su padre trabajaba en un aserradero en Arkansas, además de ser pescador y alcohólico. Tuvo un hermano llamado James Franklin Carver, el cual nació en 1943. Carver estudió en escuelas de Yakima, Washington. En su tiempo libre, leía principalmente novelas de Mickey Spillane o publicaciones del Sports Afield y del Outdoor Life; también cazaba y pescaba con sus amigos y familiares.

### Carrera
Después de graduarse en 1956 Carver trabajó con su padre en un aserradero en el estado de California. En junio de 1957, a los 19 años, se casó con Maryann Burk, de 16 años, quien acababa de graduarse de una escuela episcopal privada para niñas. En diciembre de 1957 nació su primera hija: Christine La Rae. Un año después, nació su primer hijo: Vance Lindsay. Para mantener a su familia Carver trabajó como repartidor, conserje, asistente de biblioteca y en un aserradero, mientras que Maryann trabajaba como vendedora, mesera, asistente administrativa y maestra de inglés de escuela secundaria.
Carver se interesó en escribir mientras asistía a la Universidad Estatal de Chico, por lo que se inscribió en un curso de escritura creativa impartido por el novelista John Gardner, quien se convirtió en su mentor y tuvo una gran influencia en su vida y carrera. En 1961 apareció el primer cuento publicado por Carver: «The Furious Seasons»; el cuento tenía una fuerte influencia de William Faulkner. Carver continuó sus estudios con el escritor de cuentos Richard Cortez Day en la Universidad Estatal de Humboldt en Arcata, California. Durante este período se desempeñó como editor de Toyon, la revista literaria de la universidad, en la que publicó varias de sus propias historias bajo su propio nombre y bajo el seudónimo de «John Vale».
A mediados de 1960 Carver y su familia se mudaron a Sacramento, California, en donde el escritor trabajó brevemente en una librería antes de ocupar un puesto como conserje nocturno en un hospital. Dio clases en la Universidad Estatal de Sacramento y talleres con el poeta Dennis Schmitz. Carver y Schmitz pronto se hicieron amigos, y Carver escribió y publicó su primer libro de poemas («Near Klamath») con la ayuda de Schmitz.
En 1967, su cuento «¿Quieres hacer el favor de callarte, por favor?» apareció en la antología anual Best American Short Stories de la escritora Martha Foley. Tras un viaje a Israel en 1968, Carver se trasladó a San José, California, junto con su familia. En esa época Carver conoció a Gordon Lish, quien sería en el futuro su editor y quien trabajaba al otro lado de la calle de Carver. Después de la publicación de su cuento «Vecinos» en la revista Esquire gracias a Lish, Carver comenzó a enseñar en la Universidad de California en Santa Cruz. Para mantener a su esposa y a sus dos hijos, Carver aceptó trabajos temporales pobremente remunerados. Su primera colección de cuentos, «¿Quieres hacer el favor de callarte, por favor?», se publicó en 1976; la colección fue preseleccionada para el Premio Nacional del Libro.

### Relación con Tess Gallagher
Después de haberle sido infiel a su esposa y de haber abusado físicamente de ella, Carver tuvo que ser hospitalizado tres veces entre junio de 1976 y febrero —o marzo— de 1977 debido a su alcoholismo, provocando daños irreparables en su primer matrimonio. Carver comenzó entonces lo que él llamó su «segunda vida», por lo que dejó de beber el 2 de junio de 1977, con la ayuda de Alcohólicos Anónimos. Si bien el escritor continuó fumando marihuana con regularidad y luego experimentó con la cocaína, Carver creía que habría muerto de alcoholismo a la edad de 40 años si no hubiera superado su consumo de alcohol antes de tiempo.
En noviembre de 1977 Carver conoció a la poeta Tess Gallagher en una conferencia de escritores en Dallas, estado de Texas. Gallagher recordó más tarde que se sintió «como si mi vida hasta entonces hubiera sido simplemente un ensayo para conocerla». A partir de enero de 1979, Carver y Gallagher vivieron juntos en El Paso, estado de Texas, en una cabaña prestada cerca de Port Angeles, estado de Washington y en Tucson, estado de Arizona. En 1980 los dos se mudaron a Siracusa, estado de Nueva York, en donde Gallagher fue nombrada coordinadora del programa de escritura creativa de la Universidad de Siracusa; Carver enseñó como profesor en el departamento de inglés. Él y Gallagher compraron conjuntamente una casa en Siracusa. En los años siguientes, la casa se hizo tan popular que la pareja tuvo que colgar un cartel afuera de la casa que decía: «Escritores trabajando», para que los dejaran tranquilos. Finalmente, en 1982, Carver y su primera esposa, Maryann, se divorciaron.
En 1988, seis semanas antes de su muerte, Carver y Gallagher se casaron en Reno, estado de Nevada.

### Fallecimiento

Homenaje a Carver en Clatskanie (Oregón).

El 2 de agosto de 1988 Carver murió en Port Angeles, estado de Washington, de cáncer de pulmón a la edad de 50 años. Ese mismo año, fue admitido en la Academia Estadounidense de Artes y Letras. Fue enterrado en el cementerio Ocean View en el mismo lugar en el que pereció.  
Como indicaba el testamento de Carver, Gallagher asumió su patrimonio literario.

## La polémica Lish
En 1998, diez años después de la muerte de Carver, un artículo en la The New York Times Magazine suscitó polémica al alegar que su editor Gordon Lish no solo dio consejos a Carver, sino que reescribió párrafos enteros de sus cuentos, hasta el punto de cambiar el final de ciertos de ellos innumerables veces. En el caso de los relatos del libro «De qué hablamos cuando hablamos de amor», Lish llegó a reducir a la mitad el número de palabras originales y reescribió 10 de los 13 finales de los cuentos del libro. Por ejemplo, el cuento «Diles a las mujeres que nos vamos», gana una dimensión más abstracta en manos de Lish, el cual suprime las relaciones de causa y efecto que llevan a dos adultos a matar a dos adolescentes, y añade torpeza, profundidad y silencio donde antes había — según el autor del artículo— demasiadas palabras.
Es notable también el caso de «Parece una tontería» —cuento con el que Carver ganó el Premio O. Henry en 1983—. La versión original del relato sobre un niño en coma se ve reducida a la mitad, tiene el título cambiado a «El baño» y la muerte del niño al final de la versión de Carver se convierte en un final abierto, en donde el lector no sabe si el niño vive o no. «El baño» fue publicado en «De qué hablamos cuando hablamos de amor» (1981) y «Parece una tontería» vio la luz posteriormente en «Catedral» (1983).

## Estilo
Los críticos asocian los escritos de Carver al minimalismo, y le consideran el padre de la citada corriente del «realismo sucio». En la época de su muerte, Carver era considerado un escritor de moda, un icono que América: «No podría darse el lujo de perder», según Richar Gottlieb —entonces editor del The New Yorker—. «Sin duda era su mejor cuentista, quizá el mejor del siglo junto a Chéjov», en palabras del escritor chileno Roberto Bolaño.

## Obra

### Cuentos
- 1976: ¿Quieres hacer el favor de callarte, por favor? (Will You Please Be Quiet, Please?)
- 1977: Furious Seasons and Other Stories
- 1981: De qué hablamos cuando hablamos de amor (What We Talk About When We Talk About Love)
- 1983: Catedral (Cathedral)
- 1988: Tres rosas amarillas (Elephant and Other Stories)[n. 1]
- 2001: Si me necesitas, llámame (Call If You Need Me)[n. 2]
- 2009: Principiantes (Beginners)[n. 3]

### Poesía
- 1968: Near Klamath
- 1970: Winter Insomnia
- 1976: At Night The Salmon Move
- 1985: Where Water Comes Together with Other Water
- 1986: Ultramarine
- 1989: Un sendero nuevo a la cascada (A New Path to the Waterfall)

### Miscelánea
- 1983: Fires: Essays, Poems, Stories
- 1991: Sin heroísmos, por favor (No Heroics, Please: Uncollected Writings)

### Antologías
- 1988: Where I'm Calling From: New and Selected Stories
- 1990: Carver Country. Con fotografías de Bob Adelman.
- 1993: Short Cuts: Vidas cruzadas (Short Cuts: Selected Stories)
- 1996: Todos nosotros (All of Us: The Collected Poems)
- 2009: Collected Stories

### Guion cinematográfico
- 1985: Dostoyevski (en colaboración con Tess Gallagher)

## Filmografía sobre Carver
- 1990: Jerry and Molly and Sam (adaptación del cuento homónimo, dirigida por Jonathan Sinaiko)
- 1993: Shortcuts (adaptación de nueve cuentos y un poema de Carver, dirigida por Robert Altman)
- 2004: Everything Goes (adaptación del cuento «Why Don't You Dance?», dirigida por Andrew Kotatko)
- 2006: Jindabyne (adaptación del cuento «So Much Water So Close to Home», dirigida por Ray Lawrence)
- 2014: Birdman (película en donde la obra de Carver tiene un peso en la trama, dirigida por Alejandro González Iñárritu)